# Sonibius bius
Sonibius bius är en mångfotingart som först beskrevs av Chamberlin 1911.  Sonibius bius ingår i släktet Sonibius och familjen stenkrypare. Inga underarter finns listade i Catalogue of Life.